# Lepidogyne
Lepidogyne es un género monotípico de orquídeas de hábitos terrestres. Su única especie: Lepidogyne longifolia (Blume) Blume (1859), es originaria desde Malasia a Nueva Guinea.

## Descripción
Es una orquídea de tamaño grande y que prefiere clima cálido. Tiene hábitos terrestres con un tallo erecto que se va estrechando poco a poco hasta una larga punta afilada,  alcanza los 150 cm de altura cuando está en flor con una vistosa inflorescencia de 70 cm de largo, en forma de racimos de flores y con muchas brácteas estériles. La floración se produce en el invierno.

## Distribución y hábitat
Se encuentra en Malasia, Borneo, Java, Sumatra, Nueva Guinea y Filipinas en el monte y los bosques maduros de montaña, a menudo, en el sur frente a las montañas en suelos de turba en una densa sombra, en alturas de 700 a 1500 metros.

## Sinonimia
- Neottia longifolia Blume, Bijdr.: 406 (1825).
- Spiranthes longifolia (Blume) Lindl., Gen. Sp. Orchid. Pl.: 476 (1840).
- Lepidogyne minor Schltr., Repert. Spec. Nov. Regni Veg. Beih. 1: 56 (1911).
- Lepidogyne sceptrum Schltr., Repert. Spec. Nov. Regni Veg. Beih. 1: 55 (1911).[1]